# Comunità della Valle di Cembra
La Comunità della Valle di Cembra è una comunità di valle della Provincia autonoma di Trento di 11 090 abitanti con capoluogo Cembra.

Si trova nella zona centrale della provincia, e comprende 7 comuni prima facenti parte del Comprensorio Valle dell'Adige. Il suo numero identificativo è il 5.

## Geografia
La comunità si estende su una superficie di 135 km², e confina a nord con la Provincia autonoma di Bolzano, ad est con la Comunità territoriale della Val di Fiemme (1), a sud con la Comunità Alta Valsugana e Bersntol (4) e ad ovest con la Comunità Rotaliana-Königsberg (13) e il territorio della Val d'Adige (15).
La geografia della vallata è dominata dallo scorrere del fiume Avisio, che provenendo da nord-est dalla Val di Fiemme prosegue poi verso sud-ovest dove si immetterà nel fiume Adige. La morfologia del territorio ed il clima rendono la valle molto vocata alla coltivazione della vite, che ricopre abbondantemente le parti basse dei versanti montuosi. Sul versante ovest della valle sono presenti vasti giacimenti di porfido, la cui estrazione rappresenta una delle principali attività economiche del territorio.

## Storia
La Comunità della Valle di Cembra fu istituita con la legge provinciale 16 giugno 2006, n. 3; è successore parziale del Comprensorio della Valle dell'Adige.

### Simboli
Stemma: Scudo sannitico, al capo interzato in calza di verde, d’azzurro (di cielo) e di porpora.
Campo interzato in mantello: a destra d’argento a sette barre di verde; a sinistra d’argento a quattro bande di porpora; nel mezzo, su fondo color verde chiaro, un fiume ondato d’azzurro movente dall’incrocio dell’interzato e terminante poco a sinistra della punta.
Lo scudo è timbrato dalle maiuscole moderne di nero, su due linee curvate verso l’alto:
“COMUNITA’ DELLA//VALLE Dl CEMBRA". (D.G.P. 01/02/2013)

## Idioma
In Valle di Cembra viene parlato il dialetto trentino, seppur con molteplici differenze rispetto al dialetto parlato a Trento. Il dialetto locale ha subito minori influenze dal veneto e dall'italiano standard rispetto al resto del Trentino, a causa dell'isolamento che la valle ha mantenuto sino al 1929, anno della costruzione della prima strada rotabile. Alcune influenze esterne nella parlata cembrana derivano dal tedesco e dalle lingue celtiche.

## Luoghi d'interesse
L'attrazione principale della valle è rappresentato dalle Piramidi di Segonzano, uno dei principali siti regionali nei quali sono presenti dei "camini delle fate" (gli altri, in Alto Adige sono le Piramidi di roccia del Renon e le Piramidi di Plata). La valle è rinomata anche tra i cicloamatori, richiamati dalle numerose salite che hanno dato i natali a ciclisti di fama quali Francesco Moser e Gilberto Simoni. Altro richiamo turistico proviene dalla vocazione vitivinicola, con numerose cantine e sagre dedicate al vino e all'enogastronomia.

## Infrastrutture e trasporti
Il territorio comunitario si trova in posizione defilata rispetto alle principali arterie della provincia, alle quali è però collegato grazie a diverse strade. Quella principale è la Strada statale 612 della Val di Cembra che, provenendo dal comune di Lavis in Valle dell'Adige, si mantiene sulla sponda destra dell'Avisio e attraversa i principali paesi cembrani prima di proseguire in Val di Fiemme. Sulla sponda sinistra del fiume scorre invece la SP 71, che mette in comunicazione la valle con Civezzano e la Valsugana. Dall'Altopiano di Piné proviene inoltre la SP 83, mentre il comune di Trento è raggiungibile da Albiano grazie alla SP 76.

## Assetto amministrativo
- Presidente: Simone Santuari
- Consiglio di Comunità: Presidente e 12 componenti
- Comitato esecutivo: Presidente e 2 componenti
- Inizio mandato: 11 luglio 2015

## Comuni
| Stemma | Comune           | Popolazione | Superficie | Altitudine | Nome locale   |
| ------ | ---------------- | ----------- | ---------- | ---------- | ------------- |
|        | Albiano          | 1 481       | 9,99       | 644        | Albián        |
|        | Altavalle        | 1 615       | 33,56      | 672        | Altavale      |
|        | Cembra Lisignago | 2 333       | 24,11      | 666        | Cémbra Lisñák |
|        | Giovo            | 2 533       | 20,81      | 496        | Góf           |
|        | Lona-Lases       | 862         | 11,37      | 639        | Lóna Lasés    |
|        | Segonzano        | 1 447       | 20,71      | 660        | Seĝonzán      |
|        | Sover            | 819         | 14,82      | 831        | Soér          |

1. ↑  Dati ISPAT aggiornati al 1º gennaio 2019
2. ↑  Dati espressi in km²
3. ↑  Dati espressi in metri sul livello del mare
4. ↑  Nome della località nell'idioma locale (dialetto cembrano)

## Galleria d'immagini

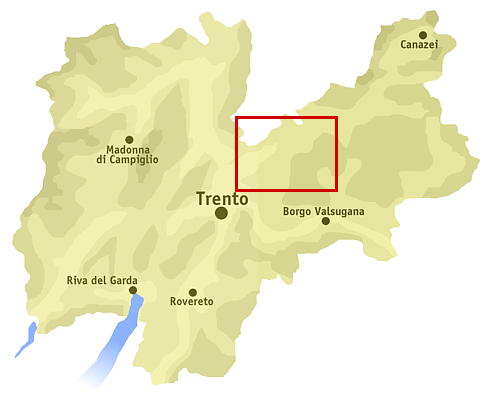
Posizione della valle
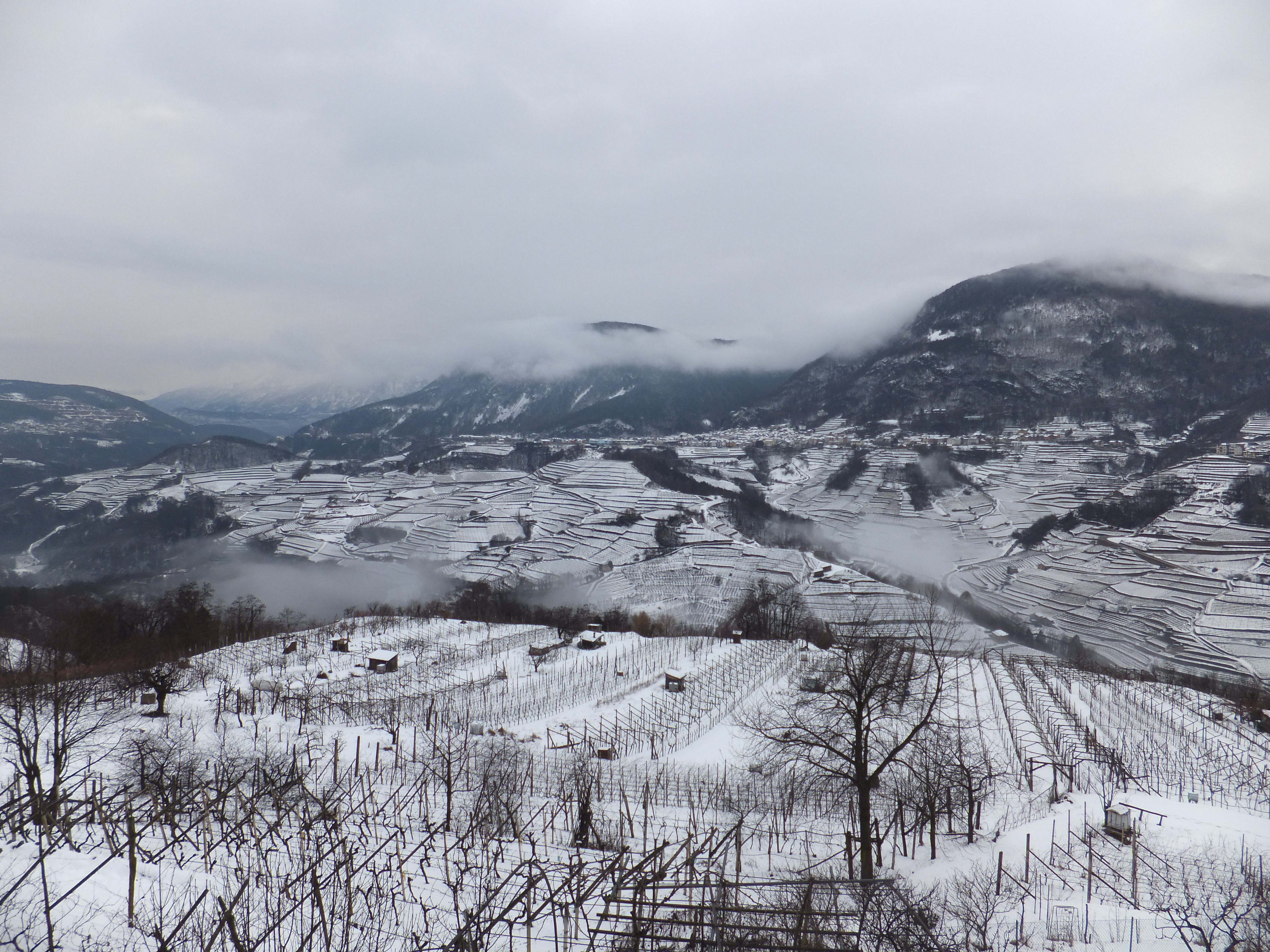
Paesaggio invernale
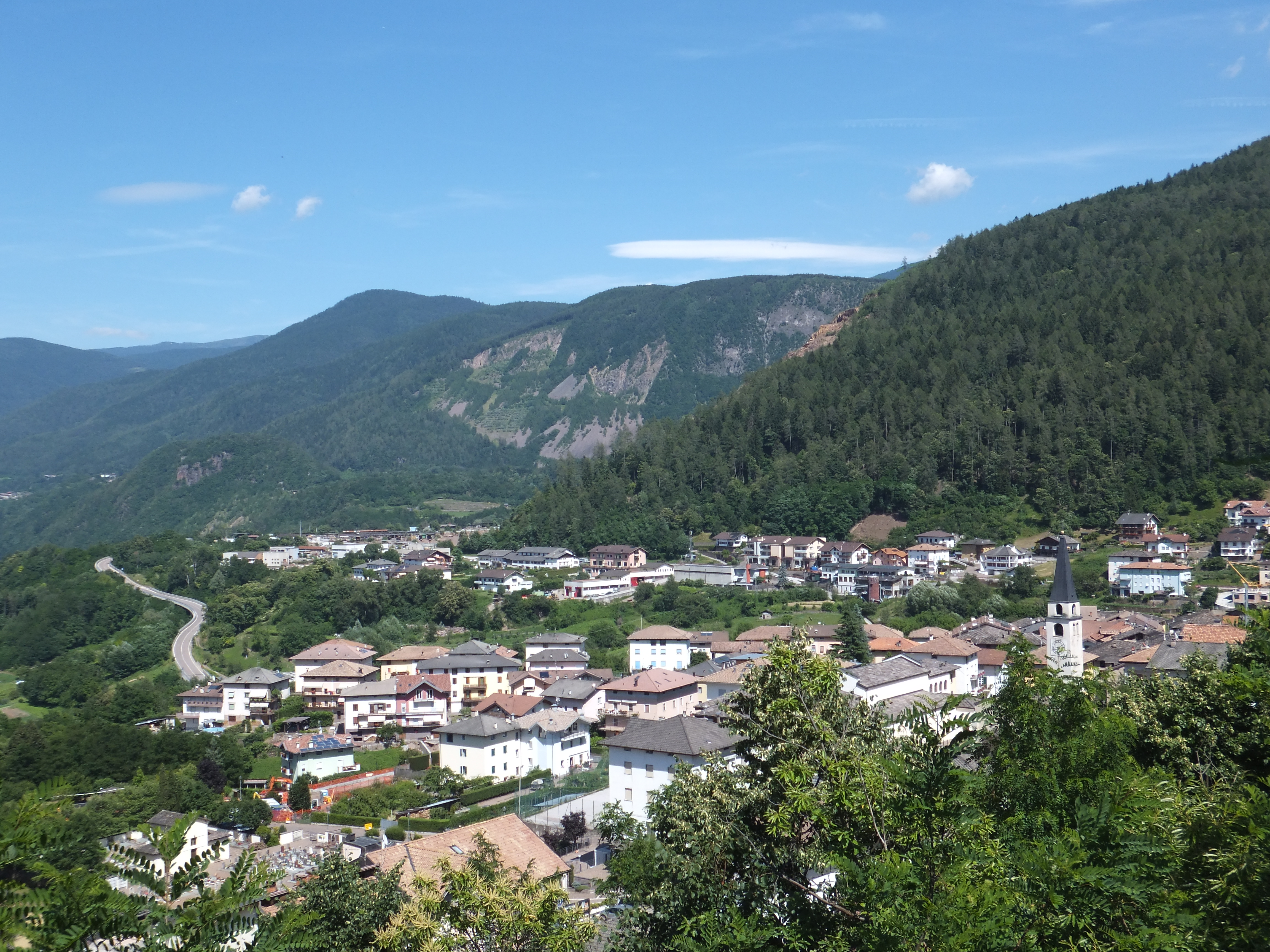
Vista di Albiano
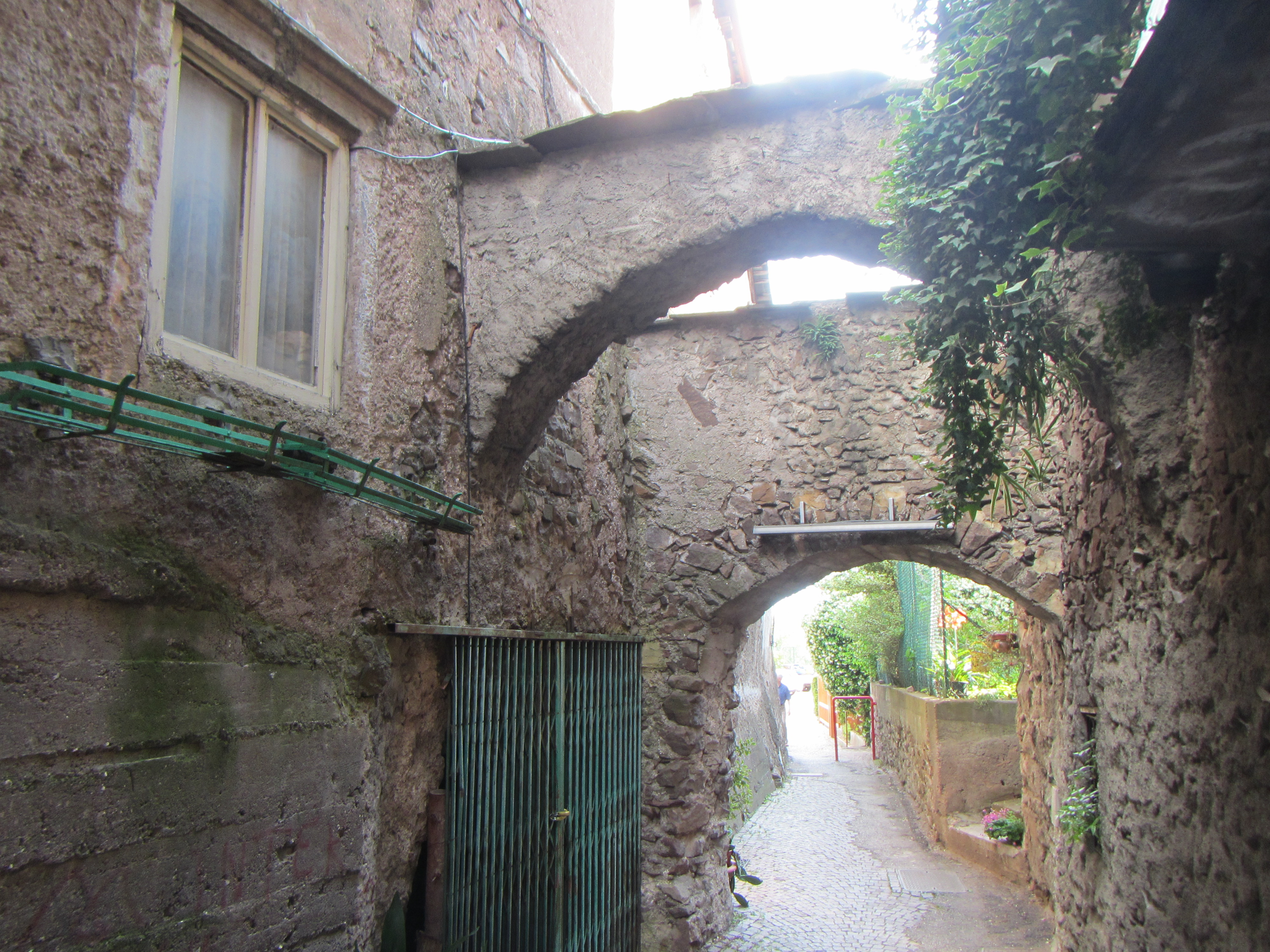
Vicolo a Faver
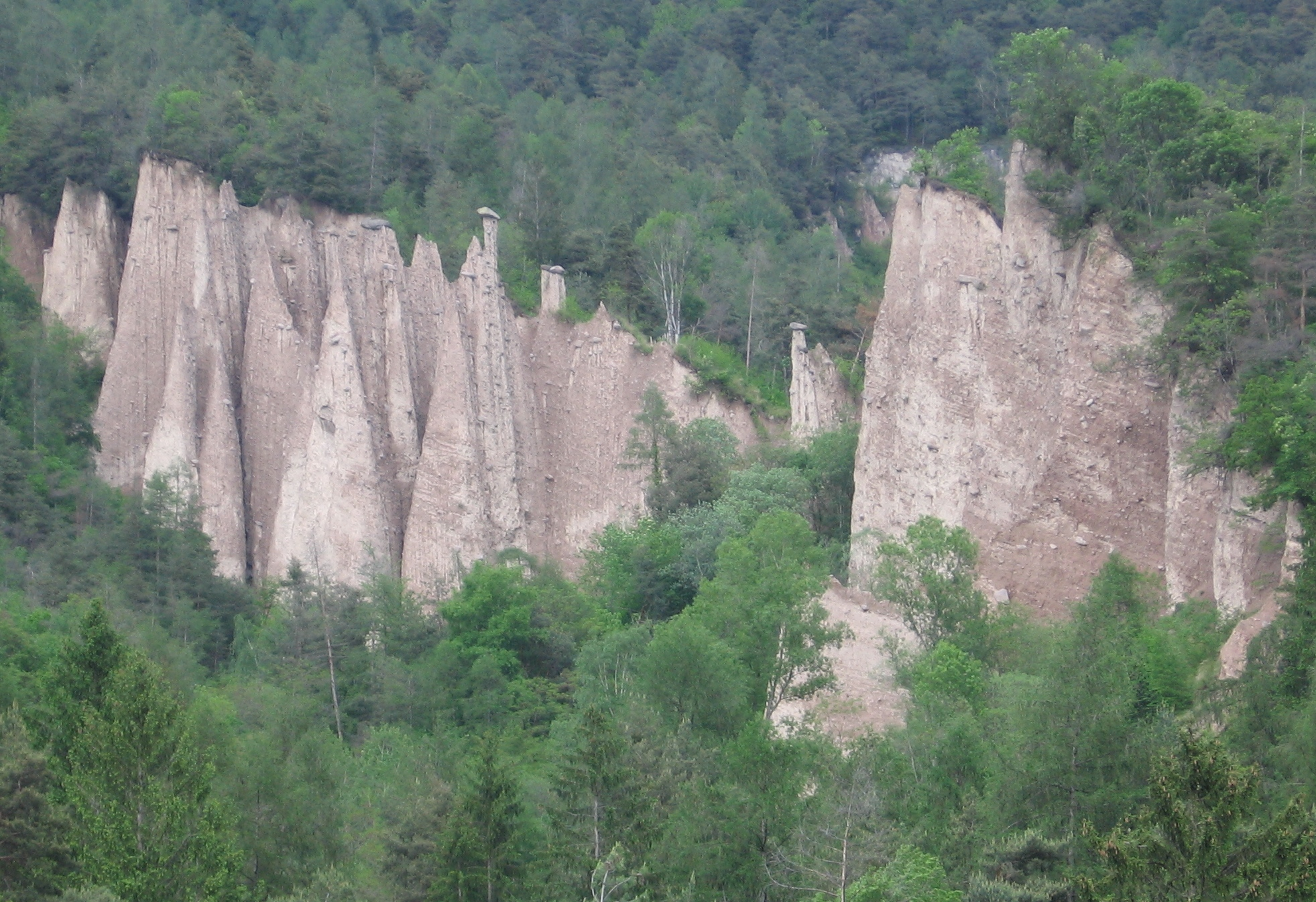
Le Piramidi di Segonzano
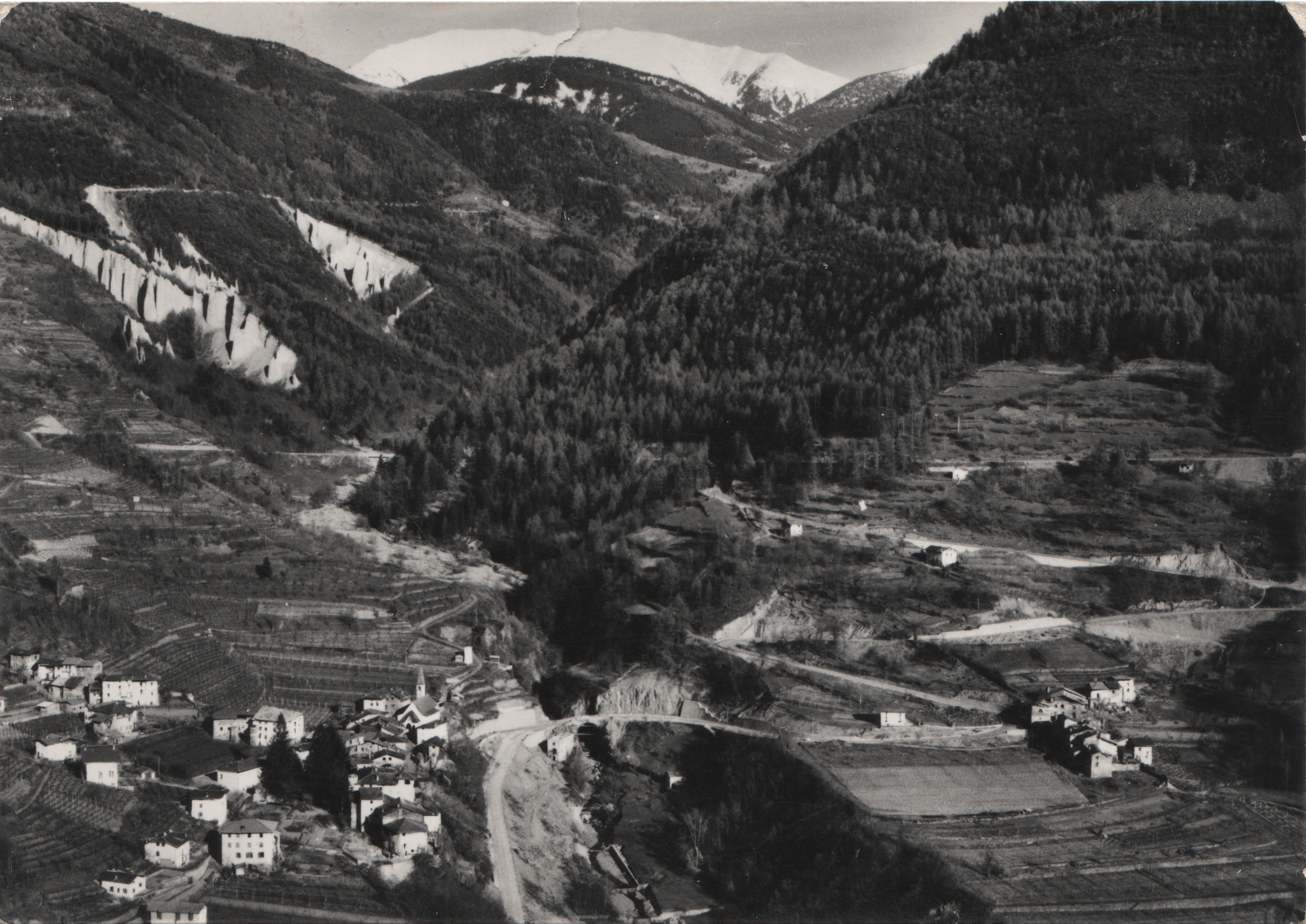
Piazzo, Parlo e le piramidi di Segonzano tra la fine degli anni '60 e l'inizio degli anni '70
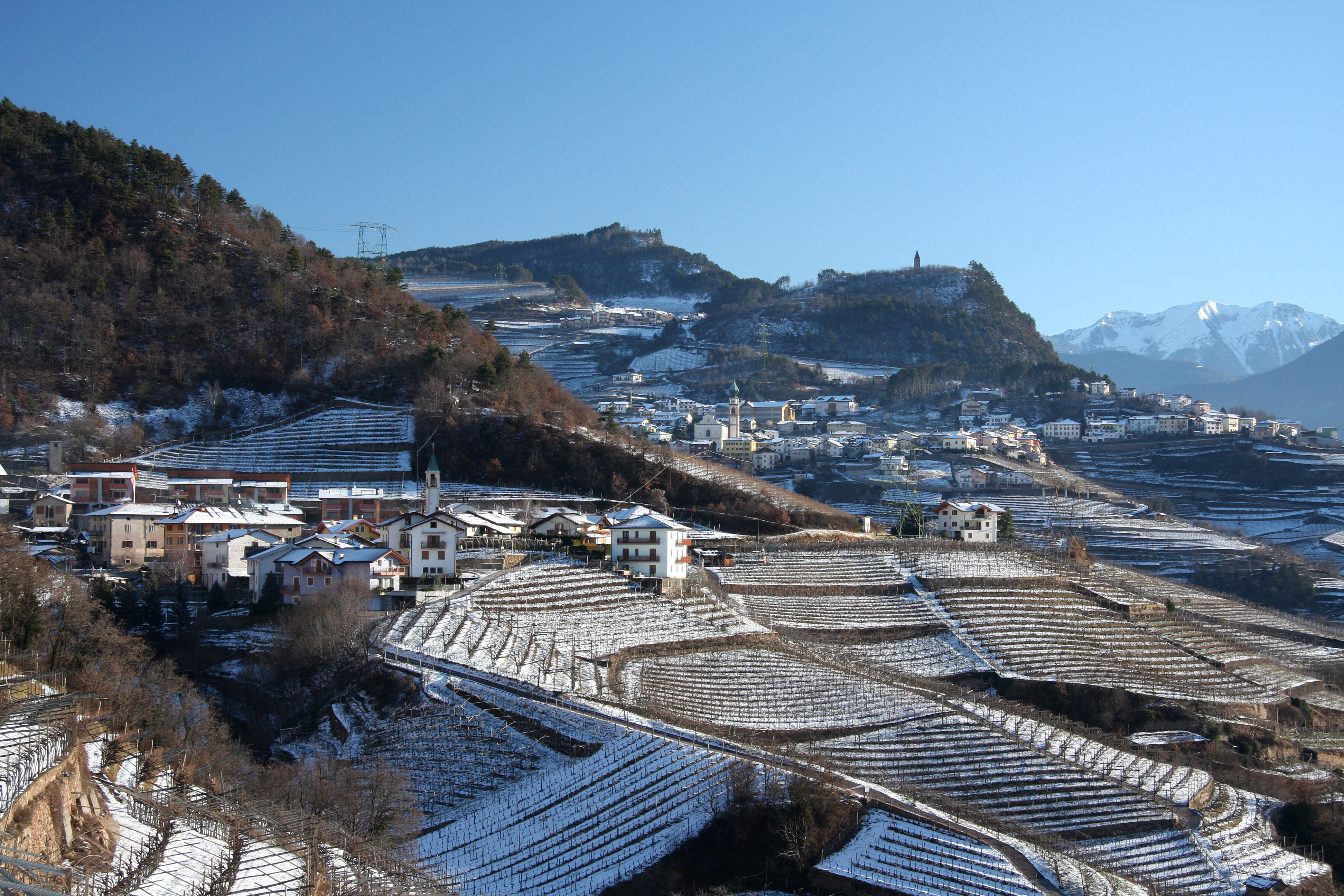
Giovo in inverno